# George Arliss
George Arliss, nome artístico de George Augustus Andrews (Londres, 10 de abril de 1868 – Londres, 5 de fevereiro de 1946), foi um ator, autor, dramaturgo e diretor de cinema inglês que encontrou sucesso nos Estados Unidos da América.
Foi o primeiro ator britânico a vencer um prêmio Oscar de melhor ator principal, em 1930, pelo filme Disraeli. Atuou no Primeiro musical sobre a Vida de Alexander Hamilton como próprio Hamilton.

## Filmografia
| Ano  | Título                            | Personagem                             | Notas                                             |
| ---- | --------------------------------- | -------------------------------------- | ------------------------------------------------- |
| 1921 | The Devil                         | Dr. Muller                             |                                                   |
| 1921 | Disraeli                          | Benjamin Disraeli                      |                                                   |
| 1922 | The Man Who Played God            | Montgomery Royle                       |                                                   |
| 1922 | The Ruling Passion                | James Alden                            |                                                   |
| 1922 | The Starland Review               | Ele mesmo                              |                                                   |
| 1923 | The Green Goddess                 | Rajah of Rukh                          |                                                   |
| 1924 | Twenty Dollars a Week             | John Reeves                            |                                                   |
| 1929 | Disraeli                          | Benjamin Disraeli                      | Prêmio da Academia de Melhor Ator                 |
| 1930 | The Green Goddess                 | Raja of Rukh                           |                                                   |
| 1930 | Old English                       | Sylvanus Heythorp                      |                                                   |
| 1931 | Alexander Hamilton                | Alexander Hamilton                     |                                                   |
| 1931 | The Millionaire                   | James Alden                            |                                                   |
| 1932 | A Successful Calamity             | Henry Wilton                           |                                                   |
| 1932 | The Man Who Played God            | Montgomery Royle                       | Lançado como The Silent Voice no Reino Unido      |
| 1933 | Voltaire                          | Voltaire                               |                                                   |
| 1933 | The Working Man                   | John Reeves                            |                                                   |
| 1933 | The King's Vacation               | Phillip, the King                      |                                                   |
| 1934 | The Iron Duke                     | Duke of Wellington                     |                                                   |
| 1934 | The Last Gentleman                | Cabot Barr                             |                                                   |
| 1934 | The House of Rothschild           | Mayer Rothschild / Nathan Rothschild   |                                                   |
| 1935 | The Tunnel                        | Primeiro Ministro do Reino Unido       |                                                   |
| 1935 | Cardinal Richelieu                | Cardinal Richelieu                     |                                                   |
| 1935 | The Guv'nor                       | The Guv'nor                            | Lançado como Mister Hobo nos Estados Unidos       |
| 1936 | His Lordship                      | Richard Fraser/Lorimer, Lord Duncaster | Lançado como homem de negócios nos Estados Unidos |
| 1936 | East Meets West                   | Sultão do Rungay                       |                                                   |
| 1937 | Doctor Syn                        | Dr. Syn                                |                                                   |
| 1939 | Land of Liberty                   |                                        |                                                   |
| 1943 | The Voice That Thrilled the World | Ele mesmo                              |                                                   |